# Matrimonio tra persone dello stesso sesso in Europa
     Matrimonio
     Unione civile
     Registro di coabitazione.
     Riconoscimento limitato del matrimonio omosessuale realizzato in altri paesi
     Senza unione civile
     Matrimonio proibito costituzionalmente

Situazione legale delle coppie composte da persone dello stesso sesso in Europa.
Matrimonio
Unione civile
Registro di coabitazione.
Riconoscimento limitato del matrimonio omosessuale realizzato in altri paesi
Senza unione civile
Matrimonio proibito costituzionalmente

Il matrimonio tra persone dello stesso sesso in Europa viene riconosciuto - a gennaio del 2025 - legalmente e realizzato in 22 stati ovvero: Andorra, Austria, Belgio, Danimarca, Estonia, Finlandia, Francia, Germania, Grecia, Irlanda, Islanda, Liechtenstein, Lussemburgo, Malta, Norvegia, Paesi Bassi, Portogallo, Regno Unito, Slovenia, Spagna, Svezia, Svizzera.
A questi si aggiungono altri 10 Paesi i quali riconoscono una qualche forma di unione civile, vale a dire Cipro, Croazia, Italia, Monaco, Montenegro, Repubblica Ceca, San Marino e Ungheria.
La Polonia consente la coabitazione seppur con effetti molto limitati. L'Armenia riconosce i matrimoni omosessuali celebrati all'estero in qualsiasi giurisdizione ove questi siano consentiti; la Slovacchia riconosce i matrimoni tra persone dello stesso sesso svolti all'interno dell'Unione europea e comprendenti almeno un cittadino UE.
Tra i paesi che riconoscono ed eseguono i matrimoni omosessuali alcuni di essi continuano a consentire alle coppie anche la possibilità di entrare in un'unione civile, ad esempio i paesi del Benelux, la Francia e il Regno Unito; considerando che la Germania, l'Irlanda e i paesi nordici hanno chiuso la loro legislazione sull'unione civile pre-matrimoniale pur facendo in modo che le unioni già esistenti possano rimanere valide a tutti gli effetti, ma non essendone possibili di nuove.
Diversi paesi europei infine non riconoscono alcuna forma di unione tra coppie di persone dello stesso sesso. Il matrimonio viene definito in forma esclusiva come un'unione tra uomo e donna nella carte costituzionali di Armenia, Bielorussia, Bulgaria, Croazia, Georgia, Lettonia, Lituania, Moldavia, Montenegro, Russia, Serbia, Slovacchia, Ucraina e Ungheria.
Tra questi ultimi tuttavia l'Armenia riconosce i matrimoni omosessuali svoltisi all'estero, mentre la Croazia e l'Ungheria riconoscono le unioni civili tra persone dello stesso sesso.
Il dibattito sorto sulle proposte di legalizzare il matrimonio omosessuale e le unioni civili tra persone dello stesso sesso prosegue in tutto il continente europeo. Alla metà del 2018 29 delle 50 nazioni e 8 dei 9 territori dipendenti riconoscono una qualche forma di unione omosessuale, tra cui a maggior parte dei membri dell'UE (in 23 su 28).

## Situazione corrente

### A livello internazionale

#### Giurisprudenza della Corte europea dei diritti umani
Matrimonio
     Unione civile
     Unione civile con diritti limitati
     Registro di coabitazione
     Diritti di residenza

Situazione legale per le coppie composte da persone dello stesso sesso nell'Unione europea.
Matrimonio
Unione civile
Unione civile con diritti limitati
Registro di coabitazione
Diritti di residenza

Nel corso degli anni la Corte europea dei diritti dell'uomo ha gestito una numerosa serie di casi che hanno finito col mettere in discussione la mancanza di un qualche riconoscimento legale alle coppie composte da persone dello stesso sesso in alcuni degli Stati membri.
La Corte ha pertanto dichiarato che la Convenzione europea per la salvaguardia dei diritti dell'uomo e delle libertà fondamentali impone a tutti gli appartenenti all'Unione europea di fornire un riconoscimento legale, pur non spingendosi fino a chiedere che l'istituto del matrimonio venga aperto anche alle coppie omosessuali.
Nella sentenza riguardante il caso Schalk e Kopf contro l'Austria (24 giugno 2010) la Corte ha deciso che la Convezione non obbliga gli Stati membri a legiferare per poter rendere legali i matrimoni omosessuali; tuttavia, per la prima volta, ha accolto il riconoscimento delle relazioni tra persone dello stesso sesso nella loro qualità di "forma di vita familiare".
In Vallianatos e altri contro Grecia (7 novembre 2013) la Corte ha sentenziato che l'esclusione delle coppie dello stesso sesso dalla registrazione di un'unione civile - una forma di partenariato accessibile alle coppie di sesso opposto - viola la Convenzione. La Grecia aveva fatto emanare una legge nel 2008 la quale stabiliva le unioni civili solamente per le coppie eterosessuali; la successiva legislazione del 2015 ha quindi esteso i diritti di partenariato anche alle coppie dello stesso sesso.
In Oliari e altri contro Italia (21 luglio 2015) si è proceduti oltre stabilendo un obbligo positivo per gli Stati membri di fornire un riconoscimento legale alle coppie omosessuali. L'Italia ha quindi violato la Convenzione e alla fine ha dovuto implementare le unioni civili nel 2016.
Quest'ultima decisione ha creato un precedente per potenziali casi futuri riguardanti i 23 Stati membri, alcuni territori britannici, danesi e olandesi e gli Stati con riconoscimento limitato (escluso il Kosovo) i quali attualmente non riconoscono per le coppie omosessuali il "diritto alla vita familiare".
La sentenza Chapin e Charpentier contro Francia (9 giugno 2016) ha ampiamente confermato il precedente austriaco, affermando che negare ad una coppia omosessuale l'accesso al matrimonio "non" viola la Convenzione. Proprio in quel momento si è permesso il matrimonio tra persone dello stesso sesso in Francia, tuttavia il caso aveva avuto la sua origine nel 2004 quando solamente il "pacte civil de solidarité" (PACS) risultava essere disponibile per le coppie omosessuali.

Decriminalizzazione dell'omosessualità e legalizzazione del matrimonio tra persone dello stesso sesso in Europa dal 1900 al 2016.

#### Mutuo riconoscimento nell'Unione europea
- Unione europea

All'interno del sistema governativo dell'Unione europea si è discusso sulle modalità da imporre agli Stati membri perché si potesse addivenire al riconoscimento dei matrimoni omosessuali nelle diverse legislazioni nazionali, nonché delle unioni civili o della registrazione di partnership per i cittadini europei, facendo in tal maniera garantire il diritto alla libera circolazione dei cittadini stessi in quanto "membri di una famiglia".
Nel 2010 l'attivista rumeno Adrian Coman e il suo partner americano Robert Claibourn Hamilton si sono sposati in Belgio e successivamente hanno tentato di trasferirsi in Romania; le autorità nazionali hanno però rifiutato di riconoscere il loro matrimonio e il caso è quindi passato alla Corte di giustizia dell'Unione europea.
L'11 gennaio del 2018 l'avvocato generale della Corte Melchior Wathelet ha emesso un parere legale ufficiale in base al quale un paese membro dell'UE non può rifiutare i diritti di residenza al coniuge omosessuale di un cittadino europeo solo per il fatto che non riconosce nella propria legislazione il matrimonio omosessuale.
Il 5 giugno seguente la Corte si è pronunciata a favore di Coman dichiarando che il termine "coniuge" è neutro rispetto al genere e che quindi - gli Stati membri sono obbligati a riconoscere i diritti di residenza dell'UE anche per i partner dei cittadini europei. La Corte ha tuttavia confermato che spetterà comunque ai singoli Stati membri autorizzare il matrimonio tra persone dello stesso sesso.

### A livello nazionale
| Status | Paese                | A partire dal | Popolazione (Secondo l'ultimo Censimento nazionale disponibile) |
| --- | -------------------- | ------------- | --------------------------------------------------------------- |
| Matrimonio (22 paesi) * In 10 paesi che hanno approvato il matrimonio, sono disponibili anche altri tipi di unione.                                          | Andorra*             | 2023          | 85.082                                                          |
| Matrimonio (22 paesi) * In 10 paesi che hanno approvato il matrimonio, sono disponibili anche altri tipi di unione.                                          | Austria*             | 2019          | 8.504.850                                                       |
| Matrimonio (22 paesi) * In 10 paesi che hanno approvato il matrimonio, sono disponibili anche altri tipi di unione.                                          | Belgio*              | 2003          | 11.198.638                                                      |
| Matrimonio (22 paesi) * In 10 paesi che hanno approvato il matrimonio, sono disponibili anche altri tipi di unione.                                          | Danimarca            | 2012          | 5.655.750                                                       |
| Matrimonio (22 paesi) * In 10 paesi che hanno approvato il matrimonio, sono disponibili anche altri tipi di unione.                                          | Estonia*             | 2024          | 1.315.819                                                       |
| Matrimonio (22 paesi) * In 10 paesi che hanno approvato il matrimonio, sono disponibili anche altri tipi di unione.                                          | Finlandia            | 2017          | 5.470.820                                                       |
| Matrimonio (22 paesi) * In 10 paesi che hanno approvato il matrimonio, sono disponibili anche altri tipi di unione.                                          | Francia*             | 2013          | 66.030.000                                                      |
| Matrimonio (22 paesi) * In 10 paesi che hanno approvato il matrimonio, sono disponibili anche altri tipi di unione.                                          | Germania             | 2017          | 80.716.000                                                      |
| Matrimonio (22 paesi) * In 10 paesi che hanno approvato il matrimonio, sono disponibili anche altri tipi di unione.                                          | Grecia               | 2024          | 10.430.000                                                      |
| Matrimonio (22 paesi) * In 10 paesi che hanno approvato il matrimonio, sono disponibili anche altri tipi di unione.                                          | Irlanda              | 2015          | 4.609.600                                                       |
| Matrimonio (22 paesi) * In 10 paesi che hanno approvato il matrimonio, sono disponibili anche altri tipi di unione.                                          | Islanda              | 2010          | 325.671                                                         |
| Matrimonio (22 paesi) * In 10 paesi che hanno approvato il matrimonio, sono disponibili anche altri tipi di unione.                                          | Liechtenstein        | 2025          | 39.327                                                          |
| Matrimonio (22 paesi) * In 10 paesi che hanno approvato il matrimonio, sono disponibili anche altri tipi di unione.                                          | Lussemburgo*         | 2015          | 549.680                                                         |
| Matrimonio (22 paesi) * In 10 paesi che hanno approvato il matrimonio, sono disponibili anche altri tipi di unione.                                          | Malta*               | 2017          | 446.547                                                         |
| Matrimonio (22 paesi) * In 10 paesi che hanno approvato il matrimonio, sono disponibili anche altri tipi di unione.                                          | Norvegia             | 2009          | 5.136.700                                                       |
| Matrimonio (22 paesi) * In 10 paesi che hanno approvato il matrimonio, sono disponibili anche altri tipi di unione.                                          | Paesi Bassi*         | 2001          | 16.856.620                                                      |
| Matrimonio (22 paesi) * In 10 paesi che hanno approvato il matrimonio, sono disponibili anche altri tipi di unione.                                          | Portogallo*          | 2010          | 10.427.301                                                      |
| Matrimonio (22 paesi) * In 10 paesi che hanno approvato il matrimonio, sono disponibili anche altri tipi di unione.                                          | Regno Unito*         | 2020          | 67.647.579                                                      |
| Matrimonio (22 paesi) * In 10 paesi che hanno approvato il matrimonio, sono disponibili anche altri tipi di unione.                                          | Slovenia*            | 2022          | 2.061.085                                                       |
| Matrimonio (22 paesi) * In 10 paesi che hanno approvato il matrimonio, sono disponibili anche altri tipi di unione.                                          | Spagna*              | 2005          | 46.704.314                                                      |
| Matrimonio (22 paesi) * In 10 paesi che hanno approvato il matrimonio, sono disponibili anche altri tipi di unione.                                          | Svezia               | 2009          | 10.161.797                                                      |
| Matrimonio (22 paesi) * In 10 paesi che hanno approvato il matrimonio, sono disponibili anche altri tipi di unione.                                          | Svizzera             | 2022          | 8.183.800                                                       |
| Totale parziale | —                    | —             | 350.686.752 (46,97% dell'intera popolazione europea)            |
| Unioni civili (8 paesi) * In quattro dei paesi che hanno approvato le unioni civili, è disponibile più di un tipo di riconoscimento di coppia.               | Cipro                | 2015          | 1.117.000                                                       |
| Unioni civili (8 paesi) * In quattro dei paesi che hanno approvato le unioni civili, è disponibile più di un tipo di riconoscimento di coppia.               | Croazia              | 2014          | 4.284.889                                                       |
| Unioni civili (8 paesi) * In quattro dei paesi che hanno approvato le unioni civili, è disponibile più di un tipo di riconoscimento di coppia.               | Italia*              | 2016          | 60.782.668                                                      |
| Unioni civili (8 paesi) * In quattro dei paesi che hanno approvato le unioni civili, è disponibile più di un tipo di riconoscimento di coppia.               | Monaco               | 2020          | 36.371                                                          |
| Unioni civili (8 paesi) * In quattro dei paesi che hanno approvato le unioni civili, è disponibile più di un tipo di riconoscimento di coppia.               | Montenegro           | 2021          | 647.905                                                         |
| Unioni civili (8 paesi) * In quattro dei paesi che hanno approvato le unioni civili, è disponibile più di un tipo di riconoscimento di coppia.               | Repubblica Ceca*     | 2006          | 10.513.209                                                      |
| Unioni civili (8 paesi) * In quattro dei paesi che hanno approvato le unioni civili, è disponibile più di un tipo di riconoscimento di coppia.               | San Marino           | 2019          | 32.570                                                          |
| Unioni civili (8 paesi) * In quattro dei paesi che hanno approvato le unioni civili, è disponibile più di un tipo di riconoscimento di coppia.               | Ungheria*            | 2009          | 9.877.365                                                       |
| Totale parziale | —                    | —             | 99.546.296 (13,33% dell'intera popolazione europea)             |
| Coabitazione non registrata (2 paesi) | Polonia              | 2012          | 38.483.957                                                      |
| Coabitazione non registrata (2 paesi) | Slovacchia           | 2018          | 5.415.949                                                       |
| Totale parziale | —                    | —             | 43.899.906 (5,08% dell'intera popolazione europea)              |
| Totale | —                    | —             | 494.132,954 (66,18% dell'intera popolazione europea)            |
| Nessun riconoscimento (8 paesi) | Albania              | —             | 3.020.209                                                       |
| Nessun riconoscimento (8 paesi) | Azerbaigian          | —             | 9.494.600                                                       |
| Nessun riconoscimento (8 paesi) | Bosnia ed Erzegovina | —             | 3.871.643                                                       |
| Nessun riconoscimento (8 paesi) | Città del Vaticano   | —             | 842                                                             |
| Nessun riconoscimento (8 paesi) | Kazakistan           | —             | 17.948.816                                                      |
| Nessun riconoscimento (8 paesi) | Macedonia del Nord   | —             | 2.058.539                                                       |
| Nessun riconoscimento (8 paesi) | Romania              | —             | 19.942.642                                                      |
| Nessun riconoscimento (8 paesi) | Turchia              | —             | 76.667.864                                                      |
| Totale parziale | —                    | —             | 133.005.155 (17,81% dell'intera popolazione europea)            |
| Divieto costituzionale del matrimonio omosessuale (14 paesi) * Sono riconosciuti i matrimoni contratti all'estero. ** Sono disponibili altri tipi di unione. | Armenia*             | 2015          | 3.018.854                                                       |
| Divieto costituzionale del matrimonio omosessuale (14 paesi) * Sono riconosciuti i matrimoni contratti all'estero. ** Sono disponibili altri tipi di unione. | Bielorussia          | 1994          | 9.475.100                                                       |
| Divieto costituzionale del matrimonio omosessuale (14 paesi) * Sono riconosciuti i matrimoni contratti all'estero. ** Sono disponibili altri tipi di unione. | Bulgaria             | 1991          | 7.364.570                                                       |
| Divieto costituzionale del matrimonio omosessuale (14 paesi) * Sono riconosciuti i matrimoni contratti all'estero. ** Sono disponibili altri tipi di unione. | Croazia**            | 2013          | 4.284.889                                                       |
| Divieto costituzionale del matrimonio omosessuale (14 paesi) * Sono riconosciuti i matrimoni contratti all'estero. ** Sono disponibili altri tipi di unione. | Georgia              | 2018          | 4.935.880                                                       |
| Divieto costituzionale del matrimonio omosessuale (14 paesi) * Sono riconosciuti i matrimoni contratti all'estero. ** Sono disponibili altri tipi di unione. | Lettonia             | 2006          | 1.990.300                                                       |
| Divieto costituzionale del matrimonio omosessuale (14 paesi) * Sono riconosciuti i matrimoni contratti all'estero. ** Sono disponibili altri tipi di unione. | Lituania             | 1992          | 2.944.459                                                       |
| Divieto costituzionale del matrimonio omosessuale (14 paesi) * Sono riconosciuti i matrimoni contratti all'estero. ** Sono disponibili altri tipi di unione. | Moldavia             | 1994          | 3.557.600                                                       |
| Divieto costituzionale del matrimonio omosessuale (14 paesi) * Sono riconosciuti i matrimoni contratti all'estero. ** Sono disponibili altri tipi di unione. | Montenegro**         | 2007          | 647.905                                                         |
| Divieto costituzionale del matrimonio omosessuale (14 paesi) * Sono riconosciuti i matrimoni contratti all'estero. ** Sono disponibili altri tipi di unione. | Russia               | 2020          | 143.700.000                                                     |
| Divieto costituzionale del matrimonio omosessuale (14 paesi) * Sono riconosciuti i matrimoni contratti all'estero. ** Sono disponibili altri tipi di unione. | Serbia               | 2006          | 7.209.764                                                       |
| Divieto costituzionale del matrimonio omosessuale (14 paesi) * Sono riconosciuti i matrimoni contratti all'estero. ** Sono disponibili altri tipi di unione. | Slovacchia           | 2014          | 5.415.949                                                       |
| Divieto costituzionale del matrimonio omosessuale (14 paesi) * Sono riconosciuti i matrimoni contratti all'estero. ** Sono disponibili altri tipi di unione. | Ucraina              | 1996          | 44.291.413                                                      |
| Divieto costituzionale del matrimonio omosessuale (14 paesi) * Sono riconosciuti i matrimoni contratti all'estero. ** Sono disponibili altri tipi di unione. | Ungheria**           | 2012          | 9.877.365                                                       |
| Totale parziale | —                    | —             | 248.714.048 (33,31% dell'intera popolazione europea)            |
| Totale | —                    | —             | 381.719,203 (51,13% dell'intera popolazione europea)            |

### Stati a riconoscimento limitato
| Status                               | Paese           | A partire dal | Popolazione totale (Ultime stime conteggiate) |
| ------------------------------------ | --------------- | ------------- | --------------------------------------------- |
| Senza alcun riconoscimento (5 Stati) | Abcasia         | —             | 243.564                                       |
| Senza alcun riconoscimento (5 Stati) | Kosovo          | —             | 1.907.592                                     |
| Senza alcun riconoscimento (5 Stati) | Cipro del Nord  | —             | 313.626                                       |
| Senza alcun riconoscimento (5 Stati) | Ossezia del Sud | —             | 51.547                                        |
| Senza alcun riconoscimento (5 Stati) | Transnistria    | —             | 475.665                                       |
| Totale                               | —               | —             | 2.991.994                                     |

### A livello sub-nazionale
| Status                       | Paese       | Giurisdizione       | A partire dal | Popolazione totale (Ultimo Censimento ufficiale) |
| ---------------------------- | ----------- | ------------------- | ------------- | ------------------------------------------------ |
| Matrimonio (8 giurisdizioni) | Danimarca   | Fær Øer             | 2017          | 49.198                                           |
| Matrimonio (8 giurisdizioni) | Regno Unito | Akrotiri e Dhekelia | 2014          | 15.700                                           |
| Matrimonio (8 giurisdizioni) | Regno Unito | Alderney            | 2018          | 2.020                                            |
| Matrimonio (8 giurisdizioni) | Regno Unito | Gibilterra          | 2016          | 32.194                                           |
| Matrimonio (8 giurisdizioni) | Regno Unito | Guernsey            | 2017          | 62.948                                           |
| Matrimonio (8 giurisdizioni) | Regno Unito | Isola di Man        | 2016          | 84,497                                           |
| Matrimonio (8 giurisdizioni) | Regno Unito | Jersey              | 2018          | 100.080                                          |
| Matrimonio (8 giurisdizioni) | Regno Unito | Sark                | 2020          | 600                                              |
| Totale                       | —           | —                   | —             | 347.237 (0,05% della popolazione europea)        |

## Legislazioni in via di definizione

### Matrimonio

#### Proposte governative o di maggioranza parlamentare
- Rep. Ceca

Il 13 giugno del 2018 46 deputati di ANO 2011, Partito Pirata Ceco, Partito Social Democratico Ceco, Partito Comunista di Boemia e Moravia, TOP 09 e "Sindaci e indipendenti" (Starostové a nezávislí) hanno presentato un disegno di legge per legalizzare il matrimonio tra persone dello stesso sesso. Il Partito Democratico Civico, "Libertà e democrazia diretta - Tomio Okamura" e l'Unione Cristiana e Democratica - Partito Popolare Cecoslovacco si sono dichiarati contrari.
Il giorno 22 giugno seguente il progetto legislativo ha ottenuto il sostegno ufficiale del governo ceco.
- Ucraina

Il 12 luglio 2022, una petizione sul matrimonio tra persone dello stesso sesso raggiunge 28 000 firme (25 000 firme necessarie per aprire il dibattito in parlamento), il presidente Volodymyr Zelens'kyj ha dichiarato il 2 agosto 2022 che mentre una modifica della costituzione, che definisce il matrimonio come unione di un uomo e una donna, non è consentita finché è in vigore la legge marziale, sostiene l'introduzione delle unioni civili per il momento e ha chiesto al suo governo di valutare.

#### Proposte dell'opposizione
- Italia

Dall'ottobre 2022, tutti i principali partiti di opposizione hanno presentato diversi progetti di legge per legalizzare il matrimonio e l'adozione tra persone dello stesso sesso, (PD, M5S, Azione, Italia Viva e Alleanza Verdi e Sinistra).

### Partnership non coniugale

#### Proposte governative di maggioranza parlamentare
- Lituania

Il 30 maggio 2017 il Parlamento lituano ha approvato una proposta di modifica del codice civile per riconoscere gli accordi di coabitazione i quali concederebbero a due o più conviventi determinati diritti di proprietà pur senza l'intenzione di creare relazioni familiari. Con 46 voti favorevoli, 6 contrari e 17 astenuti il progetto di proposta è stato approvato per ulteriori considerazioni legislative.
Il disegno di legge nega esplicitamente il riconoscimento da parte dei partner delle relazioni familiari.

#### Proposte di opposizione o senza la maggioranza parlamentare
- Romania

Una legge sulla partnership civile è attualmente all'esame della Camera dei deputati. Sebbene sia stata respinta dal Senato il 24 ottobre del 2016, il dibattito è proseguito in diverse commissioni dell'Aula della Camera per tutto il 2017.
- Polonia

Il 12 febbraio del 2018 il partito Nowoczesna d'ispirazione liberale ha presentato una nuova proposta legislativa sulle registrazione delle unioni civili.
- Slovacchia

L'11 dicembre del 2017, a seguito di un incontro con i rappresentanti di "Iniciatíva Inakosť", il presidente della Slovacchia Andrej Kiska ha chiesto una discussione sui diritti delle coppie dello stesso sesso; il "partito SaS" Libertà e Solidarietà ha ribadito la sua intenzione di introdurre il disegno di legge sulla registrazione delle unioni civili nel corso di quella stessa giornata. SaS ha introdotto il progetto sul partenariato registrato nel luglio del 2018.
Secondo la proposta le partnership sarebbero aperte alle coppie dello stesso sesso e garantirebbero così diversi diritti e benefici di cui godono le coppie legalmente sposate, in particolare nell'area dell'eredità e dell'assistenza sanitaria, tra le altre cose. Il Consiglio nazionale della Repubblica Slovacca dovrebbe iniziare a discuterla a partire da settembre.

## Opinione pubblica
Il sostegno pubblico al matrimonio tra persone dello stesso sesso negli Stati membri dell'Unione europea, misurato in un sondaggio del 2015, è più alto nei Paesi Bassi (91%), in Svezia (90%), Danimarca (87%), Spagna (84%), Irlanda (80% ), Belgio (77%), Lussemburgo (75%), Regno Unito (71%) e Francia (71%). Negli ultimi anni esso è anche aumentato in una misura significativa a Malta, passando dal 18% nel 2006 al 65% nel 2015 e in Irlanda, dal 41% nel 2006 all'80% nel 2015.
Dopo l'approvazione del matrimonio tra persone dello stesso sesso in Portogallo avvenuto nel gennaio del 2010 il 52% della popolazione portoghese ha dichiarato di essere a favore della legislazione adottata. Nel 2008 il 58% degli elettori norvegesi sosteneva la legge sul matrimonio, introdotta in quello stesso anno (vedi matrimonio tra persone dello stesso sesso in Norvegia), mentre il 31% rimaneva contrario.
Nel gennaio del 2013 il 54,1% degli intervistati italiani sosteneva il matrimonio omosessuale; sempre a fine gennaio il 77,2% sosteneva invece almeno il riconoscimento delle unioni omosessuali.
In Grecia il sostegno è più che raddoppiato tra il 2006 e il 2015, anche se è ancora relativamente molto basso. Nel 2006 il 15% ha risposto di essere d'accordo con i matrimoni omosessuali autorizzati in tutta Europa, mentre nel 2015 il 33% era d'accordo con la dichiarazione assunta.
In Irlanda un'indagine condotta nel 2008 ha rivelato che l'84% delle persone sosteneva le unioni civili per le coppie omosessuali (e il 58% per i matrimoni omosessuali), mentre un sondaggio del 2010 mostrava il 67% di favorevoli al matrimonio omosessuale; ma entro il 2012 questa cifra era salita sino a raggiungere il 73% di supporto. Il 22 maggio del 2015 il 62,1% degli elettori ha votato per sancire il matrimonio tra persone dello stesso sesso in Irlanda nella Carta costituzionale come equiparato al matrimonio eterosessuale.
Un'indagine di Taloustutkimus del marzo 2013 ha rilevato che il 58% dei finlandesi sosteneva il matrimonio tra persone dello stesso sesso.
In Croazia un sondaggio condotto nel novembre 2013 ha rivelato che il 59% dei croati ritiene che il matrimonio debba essere definito costituzionalmente come un'unione esclusivamente tra un uomo e una donna, mentre il 31% non si trova d'accordo con quest'idea.
In Polonia un sondaggio pubblico del 2013 ha rivelato che il 70% dei polacchi respinge l'idea delle unioni registrate; un altro sondaggio svoltosi nel febbraio del 2013 ha constatato che il 55% era contrario, mentre il 38% dei polacchi sostiene l'idea di una partnership registrata per le coppie dello stesso sesso.
Nell'Unione europea il sostegno dato tende ad essere più basso in Bulgaria, Lettonia, Ungheria, Romania, Slovacchia e Lituania.
La percentuale media di supporto al matrimonio omosessuale nell'Unione europea a partire dal 2006, quando ancora constava di 25 membri, era del 44%, in discesa rispetto alla precedente percentuale del 53%. Il cambiamento è stato causato dall'adesione di più nazioni socialmente conservatrici all'UE. Nel 2015, con 28 membri, il supporto medio era salito fino al 61%.

### Sondaggi
Indica che il paese/territorio ha legalizzato il matrimonio omosessuale a livello nazionale
     Indica che il paese ha unioni civili o partnership registrate
| Nazione              | Sondaggista                          | Anno | Favorevoli | Contrari                                    | Né favorevoli né contrari | Margine di errore | Fonti   |
| -------------------- | ------------------------------------ | ---- | ---------- | ------------------------------------------- | ------------------------- | ----------------- | ------- |
| Albania              | IPSOS                                | 2023 | 26%        | 73%                                         | 1%                        | ±3%               | [ 109 ] |
| Andorra              | Institut d'Estudis Andorrans         | 2013 | 70%        | 19%                                         | 11%                       | ±3%               | [ 110 ] |
| Armenia              | Pew Research Center                  | 2015 | 3%         | 96%                                         | 1%                        | ±3%               | [ 111 ] |
| Austria              | Eurobarometer                        | 2023 | 65%        | 30%                                         | 5%                        | ±3%               | [ 112 ] |
| Belgio               | Eurobarometer                        | 2023 | 79%        | 19%                                         | 2%                        | ±3%               | [ 112 ] |
| Bielorussia          | Pew Research Center                  | 2015 | 16%        | 81%                                         | 3%                        | ±4%               | [ 111 ] |
| Bosnia ed Erzegovina | IPSOS                                | 2023 | 26%        | 71%                                         | 3%                        | ±3%               | [ 109 ] |
| Bulgaria             | Eurobarometer                        | 2023 | 17%        | 75%                                         | 8%                        | ±3%               | [ 112 ] |
| Cipro                | Eurobarometer                        | 2023 | 50%        | 44%                                         | 6%                        | ±3%               | [ 112 ] |
| Croazia              | Eurobarometer                        | 2023 | 42%        | 51%                                         | 7%                        | ±3%               | [ 112 ] |
| Danimarca            | Eurobarometer                        | 2023 | 93%        | 5%                                          | 2%                        | ±3%               | [ 112 ] |
| Estonia              | Eurobarometer                        | 2023 | 41%        | 51%                                         | 8%                        | ±3%               | [ 112 ] |
| Finlandia            | Eurobarometer                        | 2023 | 76%        | 18%                                         | 6%                        | ±3%               | [ 112 ] |
| Francia              | Eurobarometer                        | 2023 | 79%        | 14%                                         | 7%                        | ±3%               | [ 112 ] |
| Georgia              | Women's Initiatives Supporting Group | 2021 | 10%        | 75%                                         | 15%                       | ±3%               | [ 113 ] |
| Germania             | Eurobarometer                        | 2023 | 84%        | 13%                                         | 3%                        | ±3%               | [ 112 ] |
| Grecia               | Pew Research Center                  | 2023 | 48%        | 49%                                         | 3%                        | ±3.6%             | [ 114 ] |
| Irlanda              | Eurobarometer                        | 2023 | 86%        | 9%                                          | 5%                        | ±3%               | [ 112 ] |
| Islanda              | Gallup                               | 2006 | 89%        | 11%                                         | –                         | ±3%               | [ 115 ] |
| Italia               | Pew Research Center                  | 2023 | 73%        | 25%                                         | 2%                        | ±3.6%             | [ 114 ] |
| Kazakistan           | Pew Research Center                  | 2016 | 7%         | 89%                                         | 4%                        | ±3%               | [ 111 ] |
| Kosovo               | IPSOS                                | 2023 | 20%        | 77%                                         | 3%                        | ±3%               | [ 109 ] |
| Lettonia             | Eurobarometer                        | 2023 | 36%        | 59%                                         | 5%                        | ±3%               | [ 112 ] |
| Liechtenstein        | Liechtenstein Institut               | 2021 | 72%        | 28%                                         | 0%                        | ±3%               | [ 116 ] |
| Lituania             | Eurobarometer                        | 2023 | 39%        | 55%                                         | 6%                        | ±3%               | [ 112 ] |
| Lussemburgo          | Eurobarometer                        | 2023 | 84%        | 13%                                         | 3%                        | ±3%               | [ 112 ] |
| Macedonia del Nord   | IPSOS                                | 2023 | 20%        | 78%                                         | 2%                        | ±3%               | [ 109 ] |
| Malta                | Eurobarometer                        | 2023 | 74%        | 24%                                         | 2%                        | ±3%               | [ 112 ] |
| Moldavia             | Europa Liberă Moldova                | 2022 | 14%        | 86%                                         | –                         | ±3%               | [ 117 ] |
| Montenegro           | IPSOS                                | 2023 | 36%        | 61%                                         | 3%                        | ±3%               | [ 109 ] |
| Norvegia             | Pew Research Center                  | 2017 | 72%        | 19%                                         | 9%                        | ±3%               | [ 111 ] |
| Paesi Bassi          | Ipsos                                | 2024 | 77%        | 15%                                         | 8%                        | ±5%               | [ 118 ] |
| Paesi Bassi          | Pew Research Center                  | 2023 | 89%        | 10%                                         | 1%                        | ±3.6%             | [ 114 ] |
| Paesi Bassi          | Eurobarometer                        | 2023 | 94%        | 5%                                          | 1%                        | ±3%               | [ 112 ] |
| Polonia              | Ipsos                                | 2024 | 39%        | 48% [28% favorevoli solo ad alcuni diritti] | 13%                       | ±5%               | [ 118 ] |
| Portogallo           | Ipsos                                | 2023 | 80%        | 15%                                         | 5%                        | ±3%               | [ 119 ] |
| Portogallo           | Eurobarometer                        | 2023 | 81%        | 14%                                         | 5%                        | ±3%               | [ 112 ] |
| Regno Unito          | YouGov                               | 2023 | 77%        | 15%                                         | 8%                        | ±3%               | [ 120 ] |
| Regno Unito          | Ipsos                                | 2024 | 66%        | 24%                                         | 10%                       | ±3.5%             | [ 118 ] |
| Regno Unito          | Pew Research Center                  | 2023 | 74%        | 22%                                         | 4%                        | ±3.6%             | [ 114 ] |
| Repubblica Ceca      | Eurobarometer                        | 2023 | 60%        | 34%                                         | 6%                        | ±3%               | [ 112 ] |
| Romania              | Ipsos                                | 2023 | 25%        | 59%                                         | 17%                       | ±3.5%             | [ 119 ] |
| Romania              | Eurobarometer                        | 2023 | 25%        | 69%                                         | 6%                        | ±3%               | [ 112 ] |
| Russia               | Ipsos                                | 2021 | 17%        | 64%                                         | 20%                       | ±4.8%             | [ 121 ] |
| Russia               | FOM                                  | 2019 | 7%         | 85%                                         | 8%                        | ±3.6%             | [ 122 ] |
| Serbia               | IPSOS                                | 2023 | 24%        | 73%                                         | 3%                        | ±3%               | [ 109 ] |
| Slovacchia           | Focus                                | 2024 | 36%        | 60%                                         | 4%                        | ±3%               | [ 123 ] |
| Slovacchia           | Eurobarometer                        | 2023 | 37%        | 56%                                         | 7%                        | ±3%               | [ 112 ] |
| Slovenia             | Eurobarometer                        | 2023 | 62%        | 37%                                         | 1%                        | ±3%               | [ 112 ] |
| Spagna               | Ipsos                                | 2024 | 73%        | 19%                                         | 9%                        | ±3.5%             | [ 118 ] |
| Spagna               | Pew Research Center                  | 2023 | 87%        | 10%                                         | 3%                        | ±3.6%             | [ 114 ] |
| Spagna               | Eurobarometer                        | 2023 | 88%        | 9%                                          | 3%                        | ±3%               | [ 112 ] |
| Svezia               | Ipsos                                | 2024 | 78%        | 15%                                         | 7%                        | ±5%               | [ 118 ] |
| Svezia               | Pew Research Center                  | 2023 | 92%        | 6%                                          | 2%                        | ±3.6%             | [ 114 ] |
| Svezia               | Eurobarometer                        | 2023 | 94%        | 5%                                          | 1%                        | ±3%               | [ 112 ] |
| Svizzera             | Ipsos                                | 2023 | 54%        | 34%                                         | 13%                       | ±3.5%             | [ 119 ] |
| Turchia              | Ipsos                                | 2024 | 18%        | 52% [19% favorevoli solo ad alcuni diritti] | 30%                       | ±5%               | [ 118 ] |
| Ucraina              | Rating                               | 2023 | 37%        | 42%                                         | 22%                       | ±1.5%             | [ 124 ] |
| Ungheria             | Ipsos                                | 2024 | 44%        | 35%                                         | 21%                       | ±5%               | [ 118 ] |
| Ungheria             | Pew Research Center                  | 2023 | 31%        | 64%                                         | 5%                        | ±3.6%             | [ 114 ] |
| Ungheria             | Eurobarometer                        | 2023 | 42%        | 52%                                         | 6%                        | ±3%               | [ 112 ] |

| Territorio       | Sondaggista                              | Anno | Favorevoli | Contrari | Né favorevoli né contrari | Fonti           |
| ---------------- | ---------------------------------------- | ---- | ---------- | -------- | ------------------------- | --------------- |
| Isole Faroe      | Spyr.fo                                  | 2019 | 71,1%      | 12,6%    | 16,7%                     | [ 125 ]         |
| Gibilterra       | Inter-Ministerial Committee Consultation | 2015 | 63%        | 37%      | 0%                        | [ 126 ]         |
| Irlanda del Nord | YouGov                                   | 2019 | 55%        | –        | –                         | [ 127 ] [ 128 ] |